# حرکت حبی
حرکت حُبّی نظریه‌ای است که تمام حرکات هستی را برپایهٔ حُبّ می‌داند. ابن عربی تمام انواع حرکت را بر این اساس می‌داند، مانند حرکت‌های طبیعت و تجرد، تکوین و تشریع، خرد و کلان. او این حرکت را «امّ‌الحرکات» می‌نامد و می‌گوید همه چیز به این حرکت بازمی‌گردد، مستقیم یا غیرمستقیم. براساس این نظریه، پایه و بنیاد آفرینش بر زیبایی و حسن و عشق گذارده شده‌است. هدف خلقت سودبردن خالق و یا بهره‌رسانی به مخلوق نیست. بلکه عشق خداوند به جمال خویش است. این عشق نیرومندترین جاذبه و حب در هستی، و ریشهٔ تمام جاذبه‌ها، حرکات و پدیده‌های مادی و فرامادی در هستی است. حرکت حبی دارای دو مرحله است: قوس نزول شکل مخروطی عالم بیانگر این قوس که از الله تعالی شروع شده و تا دنیا که پست ترین و پایین ترین عوالم هست ادامه می یابدو قوس صعود در شکل مخروطی عالم از دنیا تا مقام ذات و اسم مسستر هو این سیر ادامه دارد و در حقیقت حب هو به بقای ذات و تجلی صفات و اسماء سبب این قوس صعود و نزول و این خلق و درک خلق و تجلی و متجلی که همه به هو برمی گردد می باشد.شکل مخروطی عالم را علامه طهرانی در کتاب معاد شناسی بخوبی بیان کرده اند .

## جایگاه انسان در حرکت حبی
غایت حرکت حبي خداوند همانا پیدایش انسان کاملی است که حبیب اوست و رسالت حبیب خدا ترسیم هندسه محبت است « آن کنتم تحبون الله فاتبعونی یحببکم الله» لذا کرد پیامبری خویش را به دستور محبوب جهان هستی دوستی عترت طاهرین خود قرار داد